# Helvede
Begrebet om helvede findes i alle de store religioner, såsom kristendommen, islam, hinduismen og buddhismen. Det er begrebet om det straffested, hvortil de døde kommer, hvis de ikke kommer i himmelen. Helvede beskrives ofte som Djævelens rige, et brændende og ubehageligt sted. Det placeres typisk under jordens overflade, hvis begrebet forstås fysisk. Hvis begrebet forstås åndeligt, placeres det i en særlig åndelig dimension.
Nogle religioner, såsom kristendommen og islam, skildrer ofte helvede som et evigtvarende opholdssted, mens religioner med reinkarnation, såsom hinduismen og buddhismen, skildrer helvede som noget midlertidigt mellem ét liv og et andet.
Det modsatte begreb af "helvede" er "himmelen".
Det danske ord "helvede" kommer af oldnordisk "helwiti" (af ”hel” ("dødsriget") og ”witi” ("straf")) og betyder ”straffen i dødsriget”.

## Kristendommen
I Bibelen findes der (blandt andre) tre betegnelser for de dødes opholdssted: "sheol" "hades" og "gehenna". "Sheol", der anvendes i Det Gamle Testamente, er et mørkt og stille sted under jorden, hvor alle de døde lever i en skyggetilværelse. "Hades", der anvendes i Det Nye Testamente, og som stammer fra græsk religion, betyder omtrent det samme som "sheol". Begge ord oversættes med "dødsriget". "Gehenna" er et egentligt straffe- og pinested, hvortil kun særligt syndige mennesker kommer (Matthæusevangeliet, 10,28; Lukasevangeliet, 12,5; Markusevangeliet, 9:44). "Gehenna" oversættes med "helvede".
I Det Nye Testamente bruges "hades" og "gehenna" på disse steder:
- Hades: Matthæusevangeliet 11,23; 16,18. Lukasevangeliet 10,15. Apostlenes Gerninger 2,27; 2,31. Første Korintherbrev, 15,55. Johannes' Åbenbaring 1,18; 6,8; 20,14.
- Gehenna: Matthæusevangeliet 5:22; 5,29; 5,30; 10:28; 18,9; 23,15; 23,33. Markusevangeliet 9,43; 9,45; 9,47. Lukasevangeliet 12,5. Jakobs Brev 3,6.

Den italienske digter Dante Alighieri (1265-1321) har i sit berømte fortællende digt Den Guddommelige Komedie (ital. La Divina Commedia) foretaget en detaljeret skildring af helvede. Dantes helvede er inddelt i afdelinger - en afdeling for hver type af syndere. For eksempel er der en afdeling for voldelige personer og en afdeling for bedragere. En særlig afdeling er limbo (af latin: limbus, "rand", "kant"), der ligger i udkanten af helvede, og som bebos af de udøbte og de retskafne hedninge. Beboerne i limbo er ikke er syndere, men heller ikke er kristne (fordi de aldrig fik muligheden). De straffes ikke, men de længes - uden håb - efter Paradiset og Guds nærvær. Homer, Sokrates, Platon og Aristoteles befinder sig i limbo.
Dantes skildring har haft en stor indflydelse på kristenhedens forestillinger om helvede. Fra 1100-tallet til 1400-tallet blev helvede af den romersk-katolske kirke beskrevet som det sted, hvor en evig pine og straf skulle overgå hekse og andre ikke-troende. Læren om helvede er stadig meget udbredt i konservative dele af den kristenheden - særlig i USA, Afrika og Latinamerika.
Moderne kristendom taler i højere grad om helvede som den tilstand af tomhed og frustration, som man befinder i, hvis man lever et liv uden Gud.[kilde mangler] I moderne konservative kristne sammenhænge beskrives helvede ofte som det at være under Guds vrede.[kilde mangler]
Mange nutidige kristne er ikke tilhængere af helvedeslæren.[kilde mangler] I stedet tror de enten på annihilationslæren - at de fortabte bliver tilintetgjort - eller på apokatastaselæren - at alle til sidst bliver frelst. Den sidste opfattelse bygger blandt andet på følgende skriftsted: "Og når så alt er underlagt ham <Kristus>, skal også Sønnen selv underlægge sig under ham, som har lagt alt under ham, for at Gud kan være alt i alle." (Romerbrevet 15,28).

## Islam
I Islam betragtes helvede som en brændende afgrund, over hvilken den smalle bro as-Sirat fører til paradis. Alle de dødes sjæle skal krydse denne bro, og de vantro vil finde den for smal og vil falde ned i ilden, medmindre de bliver frelst ved Allahs nåde. Der skelnes mellem forskellige grader af pine, afhængigt af gerningerne på jorden. Livet i denne verden ses som en prøve, og paradis og helvede er konsekvenserne af denne prøve.
Koranen taler gentagne gange om helvede, for eksempel i sura 23,102: ”Men de, hvis vægtskåle er lette, de har mistet sig selv. I helvede skal de forblive.” Helvede beskrives ofte som et sted, hvorfra der ikke er nogen vej væk. Dets straffe er evige. Men i sura 11,105-6 står der: ”Hvad angår de elendige, så <vil de være> i ilden, hvor der vil være sukken og stønnen for dem. De skal forblive der, så længe himmel og jord består, hvis din Herre vil.” I den sidste sætning åbnes der mulighed for, at helvede ikke varer evigt, men kun så længe som Allah vil det (sura 6,127 og sura 11,106).
Der er omkring ti forskellige navne for helvede i Koranen. De mest almindelige er "ild" (arabisk: نار nār) og ”jahannam”.

## Nærdødsoplevelserne
Ifølge nærdødsoplevelserne er helvede et bevidsthedsfænomen, som en ikke-fysisk sjæl oplever; det er ikke et fysisk sted. Hvis en sjæl efter døden kommer til at opleve dette fænomen, skyldes det sjælens tankers tiltrækningskraft - tankernes skabende kraft. Oplevelsen er en manifestation af sjælens tanker. Hvis en sjæl for eksempel har opgivet troen på sig selv og troen på livets godhed, så kan denne manglende tro manifestere sig som et trøstesløst helvede. Sjælens oplevelse af helvede er et udtryk for, at den har mistet forbindelsen til Gud – kærlighedens kilde.
I det hele taget er helvedesoplevelsen ifølge nærdødsoplevelserne primært et resultat af, at sjælen i sit jordeliv har været behersket af stærke negative følelser såsom vrede, had, selvhad, bitterhed, frygt, dårlig samvittighed, skyldfølelse, depression, tomhed eller ensomhed. Der er opstået en ond cirkel af negative tanke- og følelsesmønstre, som har besat sjælen, og som sjælen er fanget i. Årsagen til, at sjælen får denne oplevelse, ligger altså i sjælen selv - ikke i en ydre faktor som Gud eller Djævelen. Oplevelsen bliver skabt direkte af tankerne og følelserne, som fylder så meget, at de fuldstændig overskygger sjælen, så den ikke kan se lyset fra Gud. Sjælen er indhyllet i sine egne tankemønstre.
Imidlertid kan sjælen til enhver tid vende sig bort fra sin negative tænkemåde og vende sig til Gud og kærligheden. Sjælen kan bede Gud om hjælp. En bøn er en særligt kraftfuld tanke. Bønnen skaber en forbindelse til Gud eller til hjælpende ånder, for eksempel Jesus. Når den ulykkelige sjæl beder om hjælp, tilkaldes de hjælpende ånder af bønnens stærke vibrationer, og ånderne begynder at hjælpe den nødlidende sjæl ud af helvede. Ved hjælp af bønnen hæves sjælens vibrationer, og sjælen kommer derved på bølgelængde med de hjælpende ånder, og først derved kan de hjælpende ånder komme til hjælp.
Et afgørende punkt i den forbindelse er sjælens frie vilje, siger nærdødsoplevelserne. Gud har sammen med livet givet sjælen en fri vilje. Det onde er nødvendigt, fordi den frie vilje er en umulighed uden. Hvis sjælene ikke havde mulighed for at vælge det onde, var deres vilje ikke fri. Gud ønsker, at sjælene vælger kærligheden og troen på livet frit og uden tvang. Han ønsker ikke slaver med en bevidstløs lydighed. Han ønsker ikke robotter. Det ligger i kærlighedens væsen, at den er frivillig. En robot kan ikke elske.
Gud respekterer sjælens frie vilje, og derfor forhindrer han ikke sjælen i at vælge at gøre forkerte handlinger, siger nærdødsoplevelserne. Hvis sjælen med sin frie vilje vælger at gøre forkerte handlinger, så følger der dog nogle konsekvenser af de forkerte handlinger: lidelser. Sjælen skal lære noget gennem de ubehagelige oplevelser. Der skal ske en højnelse af bevidstheden. Sjælen skal lære af egen kraft at åbne sig for højere sandheder og genoverveje tidligere valg. Selv det værste helvede indeholder kimen til frihed. Der er sørget for, at helvede ikke varer for altid.
I det store perspektiv er kærligheden helt overvældende fremherskende, og den vil i sidste ende sejre. Sjælen kan vælge forkert, men aldrig så forkert, at den kan vælge i al evighed at leve borte fra Gud – kærlighedens kilde. Dybt nede har sjælen en længsel efter Gud, og denne længsel vil før eller senere blive vakt. Alle sjæle, uden undtagelse, vil til sidst vende tilbage til lyset. For det er her, de egentlig har hjemme, siger nærdødsoplevelserne.

## Martinus
Den danske åndelige lærer Martinus (1890-1981) ser hele verdensaltet som gennemtrængt af hensigtsmæssighed. Alt, hvad der sker for de enkelte sjæle, er til nytte på en eller anden måde. Derfor kan der ikke eksistere et evigtvarende helvede, siger han. Helvede er tidsbegrænset og har et formål. ”Helvede” er i det lange løb - i løbet af mange liv - ifølge kontrastprincippet en forudsætning for, at modsætningen - ”himmeriges rige” - kan opleves af den enkelte sjæl. Kontrastprincippet går ud på, at det er umuligt for en sjæl at opleve et fænomen, hvis det ikke markeres af en kontrast til dette fænomen. Eksistensen af kontraster er en nødvendig forudsætning for sjælenes livsoplevelse. Mørke og lidelse er således camoufleret kærlighed, siger Martinus.
Helvede forstår Martinus bredt som "livets mentale mørkesfære". Man kan også opleve helvede i sit liv her på jorden. Om helvede siger han:
”Uden ’helvede’ eller livets mentale mørkesfære ville al oplevelse af livet være en umulighed. ’Helvede’ eller ’mørket’ er således i forbindelse med ’lyset’ eller ’himmerigets rige’ livets fundament. … ’Helvede’ er således ikke en ’straf’, ’forbandelse’ eller ’vredesmanifestation’ fra Forsynets <Guds> side, men en livsbetingende faktor i universets evige skabelsesstruktur.” 

## Richard Bucke
Hos den canadiske psykiater Richard M. Bucke (1837-1902) findes en lignende hævdelse af tilværelsens altomfattende hensigtsmæssighed. Han siger ligefrem, at intet ondt nogensinde er kommet ind i universet eller nogensinde vil komme ind i universet. Der er et kærligt formål med alt - også med det såkaldt "onde".
Bucke havde i 1872, som 35-årig, en kortvarig oplevelse af at have kosmisk bevidsthed. Han beskriver oplevelsen således (idet han omtaler sig selv i 3. person som ”han”):
”Han var i en tilstand af stille, næsten passiv glæde. Pludselig, uden noget varsel, fandt han sig indhyllet i en slags flammefarvet sky. … Direkte derefter fik han en følelse af jubel, af en umådelig glæde, ledsaget eller umiddelbart efterfulgt af en intellektuel oplysning, som er helt umulig at beskrive. … Blandt andet kom han ikke til at tro på, han så og vidste, at kosmos ikke er dødt stof, men en levende tilstedeværelse, at menneskets sjæl er udødelig, at universet er bygget og ordnet sådan, at alt ubetinget samvirker til det gode for hver og alle, at verdens grundlæggende princip er det, vi kalder kærlighed, og at lykken for enhver i det lange løb er absolut sikker.” 

## Helvede i kunsten
I skuespillet En Sjæl efter Døden af den danske forfatter Johan Ludvig Heiberg (1791-1860) beskrives helvede som København på Heibergs tid. Der opføres bl.a. teaterstykker af H.C. Andersen.
Helvede skildres i mange film og tegnefilm som et underjordisk sted med ild og magma, hvor folk bliver tortureret og pint. Helvede skildres imidlertid også humoristisk som et overraskende attraktivt sted, f.eks. i filmene I Tyrens tegn (1974), hvor den døde greve bydes velkommen af Louise Frevert og andre nøgne dansepiger, og i Deconstructing Harry (1997), hvor Woody Allen bydes velkommen med aircondition, jazzmusik og tequila: "I could be very comfortable down here", jubler han. I filmen Rejsen til Saturn (2008) bydes synderne velkommen til et helvede, der "har lagt sin markedsstrategi om" og nu lokker med "Sex Sex Sex 666 - Happy Hour 24-7 - Øl, fisse & hornmusik".